# Пандемија ковида 19 у Онтарију
Пандемија ковида 19 у Онтарију је вирусна пандемија болести корона вируса 2019 (ковид 19), нове заразне болести узроковане тешким акутним респираторним синдромом коронавирус 2 (САРС-КоВ-2). Први потврђени случај ковида 19 у Канади објављен је 25. јануара 2020. године. Случај је откривен код особе која се недавно вратила у Торонто са путовања по Кини, укључујући Вухан. Онтарио је имао највећи број потврђених случајева ковида 19 међу свим канадским провинцијама и територијама, али због највеће популације заузима тек шесто место по глави становника. Онтарио је 24. јануара 2022. премашио милион лабораторијски потврђених случајева ковида 19, дан пре годишњице првог потврђеног случаја 25.01.2020.
Премијер Онтарија, Даг Форд, је 17. марта 2020. прогласио ванредно стање. То је укључивало постепену примену ограничења окупљања и мера у трговини.
Од касног пролећа до раног лета, већина умрлих били су становници старачких домова. Крајем априла 2020. године, један од пет свих старачких домова у Онтарију имало је епидемију[7] и 70 до 80 процената свих умрлих од ковида 19 било је у домовима за пензионере и домове за дуготрајну негу. Након медицинске помоћи и опсервације канадских оружаних снага, војска је објавила извештај у којем се детаљно наводе „бројни медицински, професионални и технички проблеми” међу профитним домовима за дуготрајну негу, укључујући занемаривање пацијената, недостатак опреме и наводе о злостављању старијих.
Након пада броја случајева, у периоду од маја до августа 2020. године, провинција је покренула тростепени план за укидање економских ограничења. Ванредно стање је укинуто 24. јула 2020. године.
Почетком септембра 2020. године, покрајина је показала значајан пораст нових случајева, чиме је започео други талас пандемије. Онтарио је почео да поново уводи нека ограничења и почетком новембра створио је нови петостепени „оквир одговора“ означен бојама.
Од краја новембра до средине децембра 2020. године, провинција је почела да затвара поједине регионе, што је кулминирало затварањем у целој провинцији почевши од Боксинг деја. У налету нових инфекција после зимских празника, премијер Форд је 12. јануара 2021. прогласио друго ванредно стање у Онтарију  које је укинуто 10. фебруара 2021. и наредбу о останку код куће која је ступила на снагу 14. јануара 2021,[13] који је регионално укинут између 10. фебруара и 8. марта 2021. године. which was phased out regionally between February 10 and March 8, 2021.
Након што је Министарство здравља Канаде одобрило различите вакцине против ковида 19, широко распрострањени планови за вакцинацију почели су током недеље од 14. децембра 2020. године. Напори за рану вакцинацију су били веома критиковани, а недостатак вакцине крајем јануара и почетком фебруара је значајно успорио увођење имунизације током неколико наредних недеља. Увођење је и даље било жестоко критиковано због недостатка правичности и јасноће, чему су значајно помогле волонтерске групе попут Ваксин Хантерс Канада.
Средином марта 2021. године, Удружење болница Онтарија и главни здравствени службеник Онтарија објавили су да провинција доживљава трећи талас вируса. Након пораста трећег таласа, број интензивне неге крајем марта попео се на највећи број од почетка пандемије.  Влада је 1. априла 2021. најавила друго затварање у целој покрајини почевши од 3. априла. Форд је касније увео треће ванредно стање и наредбу о останку код куће за целу провинцију почевши од 8. априла 2021. и наредио да се све школе затворе од 12. априла 2021. (државне школе су биле усред пролећног распуста, одложено од марта на април). Да би се смањио број заражених, наредба о боравку код куће је поново продужена до 2. јуна 2021. године, када је и истекла. Након истека наредбе о останку код куће, 20. маја 2021. године, покрајинска влада је објавила план за поновно отварање привреде засновану на циљевима стопе вакцинације.
Крајем лета 2021. године, провинција је почела да се припрема за четврти талас вируса, који је сада у великој мери погађао невакцинисане појединце. Након што је стопа вакцинације постала стабилна, 1. септембра 2021. Онтарио је постао четврта провинција која је применила меру доказа о вакцинацији на више нивоа свакодневног нивоа живљења, који је ступио на снагу 22. септембра 2021. године. У јануару 2022, Онтарио је ушао у делимично закључавање (названо као враћање на „Корак 2” претходне мапе пута) због рекордних случајева изазваних варијантом Омикрон, увиодећи затварање већине небитних објеката.

## Вакцине
Вакцинација против ковида 19 у Онтарију почела је у децембру 2020. године, када су примењене прве дозе Фајзер вакцине. У фебруару 2021. године, испоруке и Фајзер и Модерна вакцина су значајно порасле. До маја, преко 50% становника Онтарија је примило прву дозу.

## Болнице
Током пандемије, забринутост за капацитет болнице и критичну негу, попут кревета у јединицама интензивне неге, постала је главно питање на врхунцу сва три претходна таласа. Током трећег таласа, капацитет интензивне неге је достигао бројку близу критичног капацитета.
| Ковид 19 у хоспитализацијама у Онтарију                                              | #     | Реф           |
| ------------------------------------------------------------------------------------ | ----- | ------------- |
| Број пацијената који су тренутно хоспитализовани са ковидом 19                       | 1.550 | [ 31 ]        |
| Укупан број пацијената на интензивној нези због ковида 19                            | 384   | [ 31 ]        |
| Укупан број пацијената на одељењу интензивне неге на респиратору због ковида 19      | 243   | [ 31 ]        |
| Број финансираних кревета интензивне неге за одрасле у Онтарију                      | 2.343 | [ 32 ]        |
| Број финансираних кревета за педијатријске интензивне неге у Онтарију                | 105   | [ 32 ]        |
| Проценат покрајинских кревета за интензивну негу у којима су пацијенти са ковидом 19 | 16%   | [ 31 ] [ 33 ] |

Подаци на дан 14.02.2021

### Количина тестирања
Крајем марта и априла 2020. Онтарио је обављао најмањи број тестова по глави становника од свих провинција. Од почетка маја 2020, међу већим провинцијама, Онтарио је био други после Алберте а испред Британске Колумбије и Квебека по дневним тестовима по глави становника.
Средином априла 2020, компаније за испитивање јавног мњења Форум „Рисерч” и „Мејнстрит Рисерч” објавиле су резултате истраживања о распрострањености и тестирању симптома ковида 19. Четири до пет хиљада домаћинстава у Онтарију је насумично одабрано. Од тога, 2 одсто домаћинстава је имало некога ко је тестиран до 12. априла 2020. године, што је порасло на 5 одсто 19. априла 2020. године, док је показатељ симптома ковида 19 у домаћинству смањена са једног од пет на једно од седам домаћинстава. Друго истраживање је показало да једна трећина становника  Онтарија пријавила стање које би могло утицати, погоршати, на број заражених ковидом 19.

## Критика

### Протести
Дана 25. априла 2020. одржани су протести са укупно око 200 демонстраната испред зграде законодавства Онтарија у Квинс парку у Торонту, захтевајући да Даг Форд укине све ванредне мере. Неки од демонстраната сматрају да је корона вирус превара. Форд их је назвао „гомилом јахуа“ (алудирајући на извор информација преко интернет претраживача).
Другог маја 2020. одржан је још један протест са око 100 демонстраната испред зграде законодавства Онтарија.
Дана 15. јануара 2021. године, Роман Бабер, члан покрајинског парламента за Торонто који води Јорк центар, уклоњен је из посланичког клуба владајуће Прогресивне конзервативне партије Онтарија након што је објавио отворено писмо премијеру Дагу Форду у којем критикује ограничења за затварање Онтарија. Бабер је наставио своје залагање против изолације као независни члан законодавне опозиције. Дана 23. јануара 2021. одржан је скуп против закључавања на тргу Јанг и Дандас који је резултирао хапшењима и оптужбама које је подигла полиција у Торонту.
Од почетка марта 2021. одржани су протести у Барију, на Меридиан плејсу, при чему је један протест 10. априла привукао групу од 300 људи. Особа која је предводила протесте је кажњена са 800 долара од стране полицијске службе Барија. Дана 17. априла, лидер Народне партије Канаде Максим Берније је присуствовао протестима и одржао говор пред групом од више стотина демонстраната.
У поподневним сатима 17. априла 2021, око 300 демонстраната против закључавања окупило се у области Мејн Стрит Ист и Кенилворт Авењу Норт у Хамилтону. Полиција је била присутна ради јавне безбедности и спровођења.
Дана 4. фебруара 2022. године, група демонстраната повезаних са конвојем слободе која је ишла према Отави почела је протест против сталних провинцијских ковид ограничења, као што је захтевање доказа о вакцинацији у одређеним затвореним просторима.
Онтарио је 12. фебруара, као реакција на двонедељне протесте против ограничења због ковида 19, прогласио ванредно стање. Према премијеру Онтарија Дагу Форду, блокирање критичне инфраструктуре ће се сматрати „криминалним” према наредби. Демонстранти би се могли суочити са једном годином затвора и новчаном казном до 100.000 канадских долара (79.000 америчких долара, 58.000 фунти).

### Плаћено боловање
Прогресивна конзервативна влада се углавном опирала позивима да се спроведе плаћено хитно одсуство за раднике који се разболе због ковида 19 и блокирала је законе које је предложио опозициони ЕнДиПи Онтарија. Премијер Форд је изјавио да погођени радници треба да користе федералну бенефицију за лечење болести (СиАрСиБи), која је ретроактивна и одложена, и навео да је лидер НДП Андреа Хорват желела да „дупло зарони у џепове људи када програм сада добро функционише“.